# Neophorellini
Tribu
Les Neophorellini sont une tribu de collemboles de la famille des Tomoceridae.

## Liste des genres
Selon Checklist of the Collembola of the World (version du 22 août 2019) :
- - Neophorella Womersley, 1934
  - Lasofinius Ireson & Greenslade, 1990

## Publication originale
- Womersley, 1934 : A preliminarily account of the Collembola-Arthropleona of Australia. Part II. Superfamily Entomobryoidea. Transactions of the Royal Society of South Australia, vol. 58, p. 86–136 (texte intégral).